# Христо Ботев (зала)
Зала „Христо Ботев“ е многофункционална зала в София.
Намира се в район Студентски град. В залата редовно се провеждат спортни мероприятия, концерти, изложби и събрания. Залата е с обща площ от 5450 кв. м и 1500 седящи места.

## Проведени концерти
- 1995 година: Айрън Мейдън[1]
- 2004 година: U.D.O. – „Thunderball World Tour 2004“[2][3]
- 2004 година: W.A.S.P.[4]
- 2005 година: Фейтс Уорнинг[5]
- 2006 година: Апокалиптика[6][7]
- 2008 година: Ministry – „C U LaTouR“ [8][9]
- 2009 година: Лорди[10][11]
- 2009 година: W.A.S.P. – „Beast of Babylon Tour 2009“ [12][13]
- 2010 година: Scooter – Under the radar over the top tour 2010
- 2012 година: Kreator, Morbid Angel, Nile & Fueled By Fire, 19.11.2012